# Colle d'Etiache
Il Colle d'Etiache (2.799 m s.l.m. - Col d'Étache in francese) è un valico alpino delle Alpi Cozie situato sul confine italo-francese.
Si trova nelle Alpi Cozie sullo spartiacque tra la Val di Susa e l'alta Maurienne.

## Descrizione
Il punto di valico è un marcato avvallamento aperto tra le cime del Gros Peyron (a sud-est, 3.047 m) e la Cresta San Michele (o Pierre Minieu, 3.252 m, a nord-ovest). Sul lato italiano chiude un ampio vallone erboso in destra idrografica del Vallone di Rochemolles mentre le acque che scendono sul versante francese vengono raccolte dal Ruisseau d'Étache, il quale a sua volta confluisce nel Ruisseau d'Ambin, un affluente dell'Arc.
Secondo la classificazione orografica SOIUSA il colle separa il gruppo alpino della Pierre Menue da quello d'Ambin.

## Accesso al colle
Dal lato italiano il colle è raggiunto da un ampio sentiero (vecchio segnavia EPT 726) che si stacca dallo sterrato per il Rifugio Scarfiotti; sul lato francese il sentiero prosegue fino alla piccola borgata di Le Planey, dalla quale si può raggiungere Bramans o risalire verso il Colle del Piccolo Moncenisio.

Dal colle svoltando a destra per tracce di sentiero su terreno roccioso-detritico è possibile senza particolari difficoltà salire alla cima del Gros Peyron.
Puntando verso est si può anche raggiungere per erba e detriti la sommità del Pic du Diable (2.926 m), una montagna che vista dal Vallone di Étache presenta un aspetto impervio e strapiombante che ne giustifica il nome.
Il proseguimento per cresta verso i Rocher Cornus (a sud-est) o la Cresta San Michele (nord-ovest) presenta invece difficoltà alpinistiche anche rilevanti.